# 博费
博费（法語：Beaufay，法語發音：[bofɛ]）是法国萨尔特省的一个市镇，属于马梅尔斯区。

## 地理
博费（48°8'49"N, 0°21'44"E）面积23.87 平方千米，位于法国卢瓦尔河地区大区萨尔特省，该省份为法国西北部内陆省份，北起顺时针与奥恩省、厄尔-卢瓦省、卢瓦-谢尔省、安德尔-卢瓦尔省、曼恩-卢瓦尔省和马耶讷省接壤，是法国大西部的入口，连接卢瓦尔河谷、布列塔尼和巴黎盆地。
与博费接壤的市镇（或旧市镇、城区）包括：库尔瑟蒙、布里奥讷莱萨布勒、托尔塞昂瓦莱、锡耶勒菲利普、萨维涅莱韦克、库尔瑟伯夫、巴隆-圣马尔。

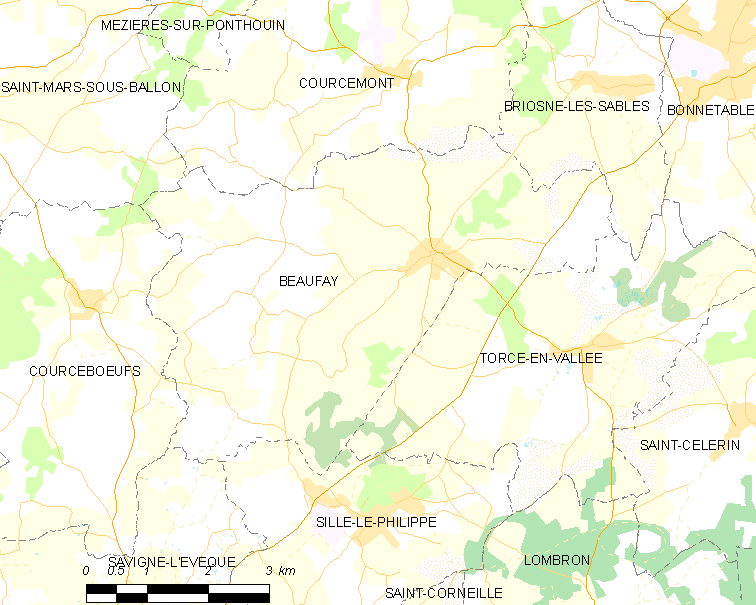
博费的OSM定位图

博费的时区为UTC+01:00、UTC+02:00（夏令时）。

## 行政
博费的邮政编码为72110，INSEE市镇编码为72026。

## 政治
博费所属的省级选区为博内塔布勒县。

## 人口

1962-2008年间博费人口变化图示

博费于2022年1月1日时的人口数量为1523人。